# Walter Brookmann
Walter Brookmann (* 23. April 1901 in Rostock; † 31. August 1957 in Kiel) war ein deutscher Politiker (DVP, später CDU). Er war von 1927 bis 1931 Generalsekretär der DVP und von 1949 bis zu seinem Tode stellvertretender Vorsitzender des Ausschusses für gesamtdeutsche Fragen bzw. für gesamtdeutsche und Berliner Fragen des Deutschen Bundestages. 

## Leben und Beruf
Nach dem Abitur in Stettin absolvierte Brookmann zunächst eine kaufmännische Ausbildung. Anschließend studierte er Volkswirtschaftslehre an der Friedrich-Wilhelms-Universität Berlin und der Universität Greifswald. Er engagierte sich in der Berliner Studentenbewegung, gehörte als Bücherstellenleiter zur Leitung des Auslandsamtes der Deutschen Studentenschaft und war später Mitinhaber des Verlages Hochschule und Ausland.
Brookmann war seit 1932 Inhaber einer Buchhandlung in Stettin. Von 1939 bis 1945 nahm er als Soldat am Zweiten Weltkrieg teil und geriet zuletzt in britische Gefangenschaft, aus der er 1946 entlassen wurde.

## Partei
Während der Zeit der Weimarer Republik trat Brookmann der DVP bei. Er war seit 1923 zweiter stellvertretender Vorsitzender des DVP-Reichsjugendausschusses sowie stellvertretender Vorsitzender des Nationalen Jugendringes in Pommern. Von 1927 bis 1931 war er Generalsekretär der DVP. 
Brookmann schloss sich 1946 der CDU an und war von August 1946 bis Oktober 1949 CDU-Generalsekretär in Schleswig-Holstein. Daneben gab er die Zeitschrift Union im Norden heraus.

## Abgeordneter
Brookmann war von 1949 bis zu seinem Tode 1957 Mitglied des Deutschen Bundestages. Dort war er von 1949 bis 1953 stellvertretender Vorsitzender des Ausschusses für gesamtdeutsche Fragen und von 1953 bis zu seinem Tod stellvertretender Vorsitzender des Ausschusses für gesamtdeutsche und Berliner Fragen. Brookmann ist stets als direkt gewählter Abgeordneter des Wahlkreises Kiel in den Bundestag eingezogen.
Nach seinem Tod wurde sein Mandat nicht durch einen Nachrücker ersetzt, da die folgende Bundestagswahl wenige Tage später stattfand.